# オラン・アサル

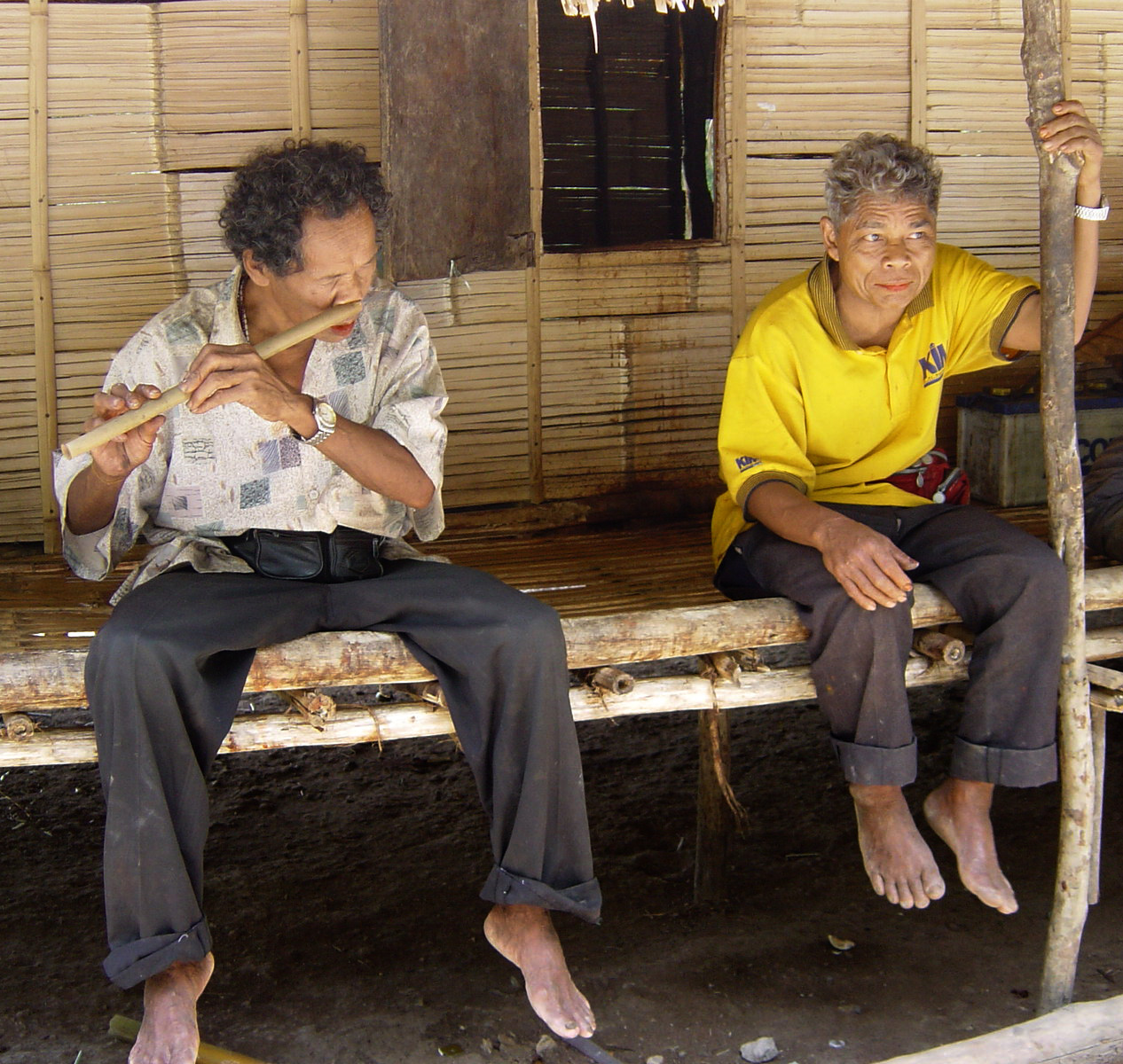
半島マレーシアの先住民

オラン・アサル (Orang Asal)はマレーシアの先住民族である。マレー語で「元々の人々」を意味する言葉で、サバ州、サラワク州、半島マレーシアの先住民を指すのに使われる。これらのグループはマレーシアではブミプトラという地位を与えられている。
半島マレーシアのオラン・アサルはオラン・アスリと総称され、半島内の少数派であるのに対し、東マレーシアのオラン・アサルは人口の大部分を占めている。

## 語源
「オラン・アサル」とは「元々の人々」を意味する。もともとは、マラヤ危機の際に共産党の反乱軍がこれらの部族の支持を得るために使用したものである。

## 状態
オラン・アサルは公式にはブミプトラとされ、マレーシア憲法に定められているように、マレーシア社会で特別な特権を与えられている。しかし、彼らの社会はいまだに疎外されたままであり、マレー系民族とは対照的に「二級ブミプトラ」というレッテルを貼られてきた。現在進行中の問題は、開発目的でしばしば取り上げられる土地に関するものである。これにより、訴訟、連邦政府と州政府の分裂など、多くの問題が発生した。さらに、オラン・アサルの伝統的な土地と考えられている場所で違法伐採が頻繁に行われている。移民に関しても問題が発生しており、オラン・アサルより先に移民がIDカードを与えられることは多い。さらに、多くの人々が主流の文化に同化してイスラム教に改宗することを余儀なくされている。オラン・アサルは、開発に応じて移住することがよくある。サラワク州の未完成のバクンダムにより、1,1000人が移動を余儀なくされた。

## 分類

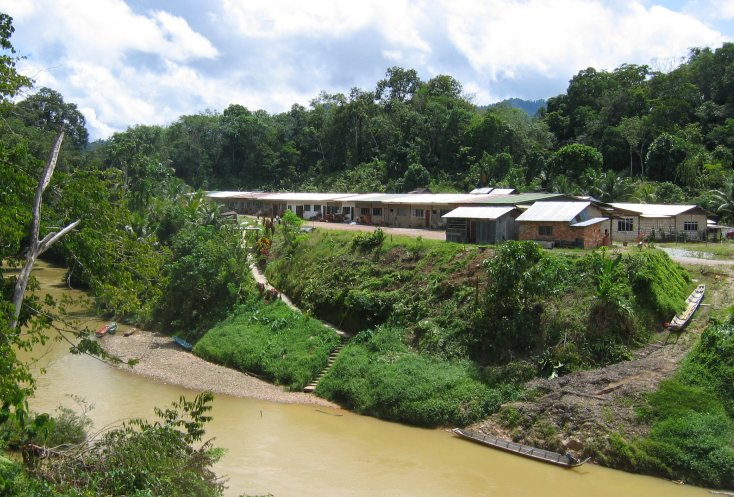
現代的な素材を使って建設されたイバン族のロングハウス

オラン・アサルはマレーシア全土におり、人口の11％、約210万人を占める。オラン・アサルは、半島マレーシアと東マレーシアの両方のすべての先住民を含む包括的な用語である。
半島マレーシアの先住民は、より具体的にはオラン・アスリと呼ばれている。その数は約14万9500人で、マレーシアの総人口の0.7％にすぎない。正式には、ネグリト (Negrito)、セノイ (Senoi)、プロト＝マレー (Proto-Malay)のいずれかに分類される19の民族的サブグループからなる。
多少数には異動があるが、東マレーシアには、サバ州では約39、サラワク州では約25、合計で約64の先住民グループがある。オラン・アサルはサバ州の人口の60％、サラワク州の人口の50％を占めている。サバ州の先住民族は非常に多様で、50以上の言語と80以上の方言を話している。サラワク州で最大のグループはイバン族である。

## 文化

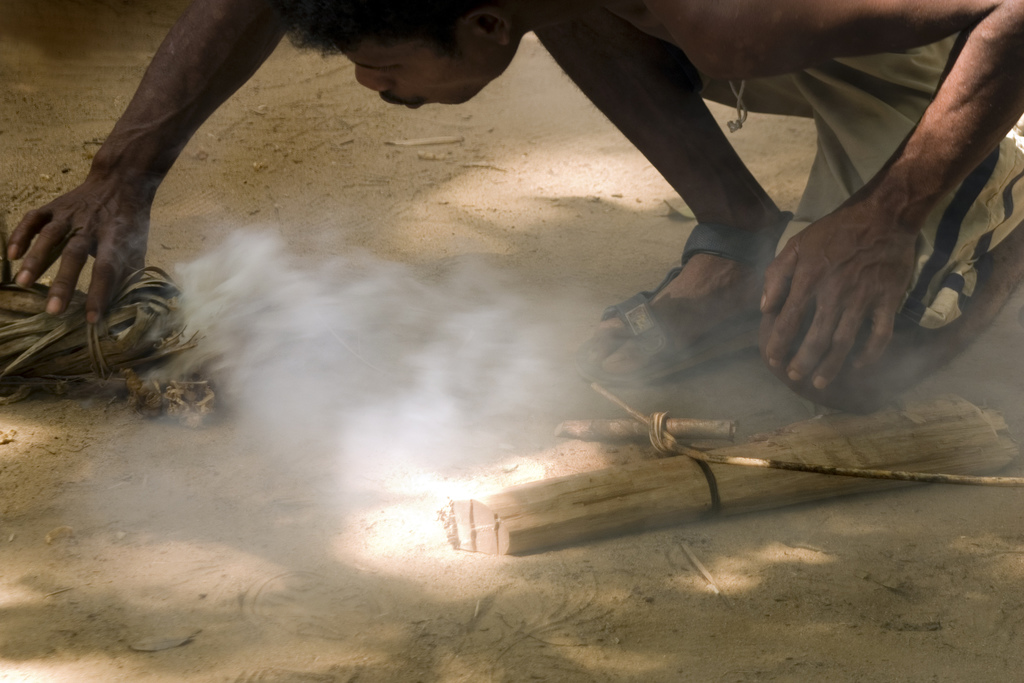
火を起こすオラン・アスリ

オラン・アサルには独自の宗教や習慣だけでなく、独自の言語がある。話される言語は、一般にオーストロネシア語族とオーストロアジア語族のものである。半島の言語は、ネグリト語、セノイ語、マレー語にグループ化でき、それらを合わせて約18のサブグループに分けることができる。しかし、これらの言語はいずれも、部族の子供たちがマレー語と英語を学ぶために失われる危険にさらされている。東マレーシアの主要言語はカダザン＝ドゥスン語とイバン語で、どちらも多くの先住民族が使用している。半島の先住民族の言語とは対照的に、これらの言語は日常生活の中で普通に使われている。
半島では、各サブグループは文化的に他のサブグループとは異なり、ライフスタイルは漁師から農家、狩猟採集者までさまざまである。現在、多くの人々が現代生活の侵入により定住しているが、一部は半遊動民のままである。
サバ州の人々は伝統的に自給自足の農民であるが、最近では地方自治体への関与も増えてきている。サラワク州の多くのオラン・アサルは米を食べ、狩猟で食事を補っている。中には半遊動民も残っている。東マレーシアのオラン・アサルは、木のお面などの芸術作品で知られている。